# Rafael Restaino
Rafael Restaino (Moquehuá, provincia de Buenos Aires, Argentina, 8 de febrero de 1951) es un profesor de lengua, literatura, e historia; y escritor e historiador argentino

## Datos biográficos
Rafael Restaino nació el 8 de febrero de 1951 en la localidad de Moquehua, provincia de Buenos Aires, primer hijo de Rafael Restaino y Rosa Sedda. Su madre le enseñó las primeras letras y fue responsable de su formación literaria.
Por el trabajo en ferrocarril de su padre recorrió gran parte de los pueblos de la provincia de Buenos Aires, radicándose definitivamente en la ciudad de Pergamino en 1965, en esta ciudad se recibió de Bachiller en el Colegio Nacional. Luego continuo estudios de Medicina en la ciudad de Rosario.
Fue preso político en 1976.
Estuvo bajo el P.E. Ley N.º 28.840 debiendo fijar su residencia en Pergamino donde se recibió de profesor.
Contrajo matrimonio con María Verónica Fekete en el año 1977, de cuyo matrimonio nace su única hija María Eleonora.

## Actividad literaria y política
Militante peronista, preso político en 1976, conferencista en la temática "La doctrina peronista" a nivel nacional e internacional (Bolivia(2007) y Perú (2007).
Publica su primer libro en 1978 "Convención poética", desde 1980 comenzó a colaborar en el suplemento literario del diario La Opinión conjuntamente con otros amigos (poetas Carlos Barbarito, Daniel Mastroberardino, Horacio Laitano y dibujantes como Luis Contreras, Rubén Albarracin y Ricardo Juárez). En este año edita su revista literaria El Pan de Aquí e inicia su actividad como historiador.

## Poesía
- Convención poética, (1978)
- Poemas llanos, (1979)
- Con el canto es posible decirlo todo, (1981)
- Poemas de amor, (1984)

## Narrativa
- Tengo que sacarme de encima el gordito de la pelota, (1998)
- El despertar de Juan Guerrero, (2005)

## Relatos
- Desde la orilla de la historia, (1994)

## Biografías
- Leandro Laguia, vida y obra de un hombre, (1995)
- Biografías Pergaminenses, (1996)
- Gastón Romanello - Un oído en el pueblo y el otro en el evangelio-, (2005)
- Jorge Galli - El obrero que se hizo cura-, (2007)
- Diego García - El primer peronismo-, (2007)
- Ricardo Juárez - El pintor de la llanura-, (2008)
- Ricardo Vilca - El Músico de la Quebrada-, (2010)

## Ensayos
- El pensamiento vivo de Perón, (2001)
- La poesía en la Norpampa, (2002)
- La masonería en la provincia de Bs. As., (2005)

## Historia
- Historia del Partido de Pergamino, (1992)
- Los inmigrantes del Partido de Pergamino, (1994)
- Historia del pueblo de Pergamino, (1994)
- Historia de la salud, (1994)
- La poblada trágica, (2007)
- La batalla de Cepeda, (2009)